# فانک متال
فانک متال (انگلیسی: Funk metal) (همچنین به عنوان ترش-فانک یا پانک-فانک نیز شناخته می‌شود) زیرشاخه ای از فانک راک و آلترناتیو متال است که موسیقی هوی متال (اغلب ترش متال) را با عناصر فانک و پانک راک ترکیب می‌کند. فانک متال بخشی از جنبش آلترناتیو متال بود و به عنوان یک «مختصر، اما بسیار مد سبک رسانه ای تبلیغاتی» توصیف شده است.
صحنه‌های فانک متال در اواسط دهه ۱۹۸۰ در کالیفرنیا با گروه‌هایی که در ابتدا ترکیبی از فانک، هارد راک، هیپ هاپ و پانک را می‌نواختند، شکل گرفت و به سرعت به عناصری از ترش متال تبدیل شد.